# Limerick (dichtvorm)
Een limerick is een dichtvorm van vijf regels met een vrij strak metrum: twee regels met drie amfibrachen (∪—∪ ∪—∪ ∪—∪), twee regels met een amfibrachys en een jambe (∪—∪ ∪—) en afgesloten door weer een regel met drie amfibrachen. Het rijmschema is a a b b a.
In de eerste regel wordt (meestal) een persoon of dier geïntroduceerd met een plaatsnaam die meestal gekozen wordt vanwege het rijm. Voorts heeft een limerick vaak humoristische of dubbelzinnige inhoud. De laatste regel is de clou.
De limerick komt oorspronkelijk uit Engeland en is vernoemd naar de Ierse stad Limerick: in een van de versjes was de zin 'Will you come up to Limerick?' onderdeel van het refrein. De oudst bekende limerick dateert uit 1820, maar had een andere vorm dan tegenwoordig: de eerste regel werd toen herhaald in de laatste regel. De Engelse dichter Edward Lear - die de limerick bekendheid gaf in zijn bundel Book of Nonsense (1846) - maakte van de laatste zin een variatie op de eerste.
De limerick is in 1911 in Nederland geïntroduceerd door Ko Doncker. Ook Alex van der Heide en John O'Mill zijn in Nederland en Vlaanderen bekend geworden met deze dichtvorm.
André van Duin sloot zijn Ep Oorklep Show altijd af met het zingen van een paar limericks. In het Nederlandse radioprogramma Somertijd van Radio 10 worden dagelijks lichte nieuwsfeitjes bezongen in een aantal limericks.
Drie voorbeelden van een limerick:
Hier lig ik, ik Duymaer van Twist.

'k Word niet in de Kamer gemist.

Terug wil ik niet...

Maar als Kuyper 't gebiedt,

Dan kom ik direct uit de kist.— Charivarius
Een zorglijke longarts uit Ede

had virussen altijd vermeden.

Maar zag toen ontzet:

computer besmet.

Van schrik is de man overleden.— Anoniem
Een simpele kerel uit Assen

wou dolgraag zijn vrouwtje verassen.

Hij schreef haar een brief,

dat vond ze wel lief,

maar vroeg toch een r in te lassen.— Stig Hansen